# Línea 6 (Santa Rosa)
La línea 6 es una línea de colectivos urbana de Santa Rosa, que une el Barrio Sagrado Corazón de Jesús con la Terminal de Ómnibus. El boleto cuesta 4 pesos el general y 1,25 para estudiantes, jubilados y excombatientes.

## Recorrido principal
IDA: Lara, Uspallata, Acuña, Suipacha, Lara, Posta de Yatasto, Paraná, Suipacha, Pilcomayo, Santiago del Estero, Paraguay, Stieben, Yapeyu, Chacabuco, Mendoza, Antártida Argentina, González, Juan B. Justo, Lisandro de la Torre, Urquiza.
VUELTA: Mansilla, Salta, Jujuy, Neuquén, Mendoza, Chacabuco, Stieben, Paraguay, Vuelta de Obligado, Bermejo, Salta, Pilcomayo, Suipacha, Paraná, Posta de Yatasto, Lara.